# Foquinha Entrevista
Foquinha Entrevista é um programa de televisão brasileiro no formato de late-night talk show, produzido e exibido originalmente pela DiaTV. A atração é apresentada pela jornalista e repórter Foquinha e estreou em 20 de julho de 2023. Como é característico do gênero, o programa combina entrevistas com momentos de humor, sendo exibido no final da noite.

## Episódios

### Series overview
| Temporada | Temporada | Episódios | Episódios | Originalmente exibido | Originalmente exibido  |
| Temporada | Temporada | Episódios | Episódios | Estreia da temporada  | Final da temporada     |
| --------- | --------- | --------- | --------- | --------------------- | ---------------------- |
|           | 1         | 27        | 27        | 20 de julho de 2023   | 2 de maio de 2024      |
|           | 2         | 12        | 12        | 11 de julho de 2024   | 26 de setembro de 2024 |
|           | 3         | 12        | 12        | 7 de novembro de 2024 | 19 de junho de 2025    |

### Temporada 1 (2023)
| N.º geral | N.º na temp. | Título                             | Exibição original       |
| --------- | ------------ | ---------------------------------- | ----------------------- |
| 1         | 1            | "Vivi Wanderley"                   | 20 de julho de 2023     |
| 2         | 2            | "Marina Sena"                      | 27 de julho de 2023     |
| 3         | 3            | "Thiago Pantaleão"                 | 3 de agosto de 2023     |
| 4         | 4            | "MC Soffia"                        | 10 de agosto de 2023    |
| 5         | 5            | "Viih Tube"                        | 17 de agosto de 2023    |
| 6         | 6            | "Gloria Groove"                    | 24 de agosto de 2023    |
| 7         | 7            | "Juliette"                         | 7 de setembro de 2023   |
| 8         | 8            | "Grag Queen"                       | 14 de setembro de 2023  |
| 9         | 9            | "Karol Conká"                      | 28 de setembro de 2023  |
| 10        | 10           | "Luísa Sonza"                      | 5 de outubro de 2023    |
| 11        | 11           | "Cleo"                             | 12 de outubro de 2023   |
| 12        | 12           | "Lorena Improta"                   | 19 de outubro de 2023   |
| 13        | 13           | "Pabllo Vittar e Urias"            | 26 de outubro de 2023   |
| 14        | 14           | "Thaynara OG"                      | 2 de novembro de 2023   |
| 15        | 15           | "Tasha & Tracie"                   | 9 de novembro de 2023   |
| 16        | 16           | "Blogueirinha"                     | 23 de novembro de 2023  |
| 17        | 17           | "Day Limns"                        | 30 de novembro de 2023  |
| 18        | 18           | "Wanessa Camargo"                  | 7 de dezembro de 2023   |
| 19        | 19           | "Banda Uó"                         | 22 de fevereiro de 2024 |
| 20        | 20           | "Tainá Müller"                     | 29 de fevereiro de 2024 |
| 21        | 21           | "Carol Biazin"                     | 14 de março de 2024     |
| 22        | 22           | "Lucas Silveira"                   | 21 de março de 2024     |
| 23        | 23           | "Vanessa da Mata"                  | 28 de março de 2024     |
| 24        | 24           | "Grazi Massafera e Raphael Montes" | 5 de abril de 2024      |
| 25        | 25           | "Diego Martins"                    | 11 de abril de 2024     |
| 26        | 26           | "Otaviano Costa"                   | 25 de abril de 2024     |
| 27        | 27           | "Mari Fernandez"                   | 2 de maio de 2024       |

### Temporada 2 (2024)
| N.º geral | N.º na temp. | Título           | Exibição original      |
| --------- | ------------ | ---------------- | ---------------------- |
| 28        | 1            | "Priscilla"      | 11 de julho de 2024    |
| 29        | 2            | "Junior Lima"    | 18 de julho de 2024    |
| 30        | 3            | "Duquesa"        | 25 de julho de 2024    |
| 31        | 4            | "Erika Hilton"   | 1 de agosto de 2024    |
| 32        | 5            | "Zaynara"        | 8 de agosto de 2024    |
| 33        | 6            | "Pocah"          | 15 de agosto de 2024   |
| 34        | 7            | "Liniker"        | 22 de agosto de 2024   |
| 35        | 8            | "Jade Thirlwall" | 29 de agosto de 2024   |
| 36        | 9            | "Péricles"       | 5 de setembro de 2024  |
| 37        | 10           | "Claudia Raia"   | 12 de setembro de 2024 |
| 38        | 11           | "Flávia Saraiva" | 19 de setembro de 2024 |
| 39        | 12           | "Veigh"          | 26 de setembro de 2024 |

### Temporada 3 (2024–25)
| N.º geral | N.º na temp. | Título              | Exibição original       |
| --------- | ------------ | ------------------- | ----------------------- |
| 40        | 1            | "Any Gabrielly"     | 7 de novembro de 2024   |
| 41        | 2            | "Majur"             | 14 de novembro de 2024  |
| 42        | 3            | "Nando Reis"        | 21 de novembro de 2024  |
| 43        | 4            | "MC Daniel"         | 28 de novembro de 2024  |
| 44        | 5            | "Di Ferrero"        | 12 de dezembro de 2024  |
| 45        | 6            | "Ajuliacosta"       | 19 de dezembro de 2024  |
| 46        | 7            | "Juliette"          | 6 de fevereiro de 2025  |
| 47        | 8            | "Sérginho Orgastic" | 13 de fevereiro de 2025 |
| 48        | 9            | "Duda Beat"         | 27 de fevereiro de 2025 |
| 49        | 10           | "Pabllo Vittar"     | 3 de março de 2025      |
| 50        | 11           | "Ebony"             | 10 de abril de 2025     |
| 51        | 12           | "Pedro Sampaio"     | 19 de junho de 2025     |